# بر ماكليلان
بر ماكليلان (بالإنجليزية: Barr McClellan)‏ (و. 1939 – م) هو محام، وكاتب عمومي، وكاتب من الولايات المتحدة الأمريكية .

## التعليم
تعلم في جامعة تكساس، أوستن.